# In Real Life (canción)
"In Real Life" es una canción grabada por la cantante estadounidense Mandy Moore, escrita por Jason Boesel, Moore, Mike Viola y Taylor Goldsmith, producida por Viola. Fue lanzada el 8 de marzo de 2022,  a través Verve Forecast Records y Universal Music Group,  como primer sencillo de su séptimo álbum de estudio In Real Life.

## Antecedentes
Tras el nacimiento de su primer hijo con su marido y líder de Dawes, Taylor Goldsmith, en febrero de 2021, Moore regresó al estudio para grabar nueva música que escribió con su marido durante la pandemia de COVID-19. Moore también trabajó con el productor Mike Viola, el baterista de Dawes Griffin Goldsmith, el teclista de Dawes Lee Pardini, los guitarristas Madison Cunningham y Sean Watkins, los bajistas Davey Faragher y Sebastian Steinberg, y Jess Wolfe y Holly Laessig de Lucius.
```
“Empecé a escribir esta canción cuando todavía estaba embarazada de mi hijo Gus, pero no terminé de terminarla hasta que él llegó. En cierto modo, habla de todos los clichés sobre convertirse en padre: todas las luces se encienden, todo cristaliza de una manera que nunca podrías haber imaginado”, dijo Moore en un comunicado.
[
1
]
```

## Video Musical
El video musical fue lanzado el 19 de marzo de 2022. El video está plagado de videos de selfies de sus amigos famosos, desde Matthew Koma y Hilary Duff cepillándose los dientes hasta Chrissy Metz en el set de su programa This Is Us, hablando de su vida cotidiana. Entre las otras celebridades que aparecerán se encuentran Wilmer Valderrama, Amanda Kloots, Karamo Brown, Seth Martin, Thomas Dawson, Tess Holiday, Sterling K. Brown, Chris Sullivan y Justin Hartley.

## Lanzamiento
| País   | Fecha              | Formato                    | Compañía               | Ref.  |
| ------ | ------------------ | -------------------------- | ---------------------- | ----- |
| Varios | 8 de marzo de 2022 | Descarga digital streaming | Verve Forecast Records | [ 3 ] |